# Euptychia marmorata
Euptychia marmorata är en fjärilsart som beskrevs av Butler 1866. Euptychia marmorata ingår i släktet Euptychia och familjen praktfjärilar. Inga underarter finns listade i Catalogue of Life.